# 河野貞子
河野 貞子（こうの さだこ、1899年9月11日 - 1984年2月12日）は、日本の料理研究家。

## 略歴
山口県熊毛郡田布施村（現田布施町）出身。広島県立広島高等女学校卒業。1919年から十数年にわたり商社勤務の夫とともにアメリカ合衆国に滞在、料理と家事を研究。1930年帰国後、西洋料理の知恵を日本料理に取り入れながら新しい家庭料理を創出、テレビ番組でも人気だった。1981年勲五等宝冠章受勲。

## 著書
- 『自炊』 (実用新書) 池田書店 1959
- 『共稼ぎ料理』池田書店 1961
- 『罐詰と冷凍食品をつかって お嬢さまのお料理教室』婦人画報社 1961
- 『西洋料理』 (写真でまなぶ料理シリーズ) 鎌倉書房 1962
- 『日本料理』 (料理カードブック)主婦の友社 1968
- 『ホームメードのお菓子』鎌倉書房 1970
- 『図解・料理小事典 ごはん/もち/うどん/そば/マカロニ/パン/ビスケット/ビーフン/オートミール/コーンフレーク/加工品 (イケダ3Lブックス)』池田書店 1970
- 『はしで食べる洋風おかず 冬』女子栄養大学出版部 1971
- 『洋風家庭料理の基礎全科』家の光協会 1971
- 『家庭の日本料理 コツと応用』主婦の友社 1972
- 『西洋料理』 (カラー版・写真でわかる料理シリーズ)鎌倉書房 1973
- 『河野貞子のおふくろの味』（クッキング・ブックス 11）世界文化社 1974
- 『心をこめた私の料理』鎌倉書房 1974
- 『おすし』 (マイライフシリーズ)グラフ社 1974
- 『新とうふ百珍 伝統の味・若い味・珍しい味』 (主婦の友文庫)主婦の友社 1975
- 『カレーライス』 (マイライフシリーズ)グラフ社 1975
- 『おべんとうのアイデア 愛情いっぱい手作りの味』講談社お料理文庫 1976
- 『おせち料理』 (マイライフシリーズ)グラフ社 1976
- 『日本料理 やさしい基本と献立』 (Tomo series)主婦の友社 1977
- 『河野貞子・朝昼晩のファミリー献立365日』 (婦人倶楽部ベスト料理シリーズ)講談社 1978
- 『正月料理 おせち料理の詳細愛蔵版』 (マイライフデラックスシリーズ)グラフ社 1978
- 『家庭料理に愛をこめて 私の料理自伝』講談社 1983
- 『河野貞子のおふくろの味 みそ汁からシチューまで 作り方つき324点』文化出版局 1987

### 共著
- 『西洋・中華料理』松元文子, 南雲ハツヨ共著 光文社 1957
- 『料理 基礎から応用まで』松元文子共著 光文社 1957
- 『お茶漬けとおにぎり』酒井佐和子,吉沢久子共著 中央公論社 1960
- 『行事料理・おやつ・飲みもの』赤堀全子共著 (家の光料理シリーズ) 家の光協会 1962
- 『料理のコツのすべて』 (中公リビング)河野貞子 等著. 中央公論社 1971
- 『やさしいおかずの手本』（クッキング・ブックス 1）筒井載子，堀江泰子共著 世界文化社 1974
- 『献立の設計』 (マイライフシリーズ) 金田美喜子, 門間和子共著 グラフ社 1974
- 『無水なべクッキング』 (栄養と料理文庫 クッキングポイント)河野貞子 [ほか]著. 女子栄養大学出版部 1983